# Campionati europei di canottaggio 2008
I Campionati europei di canottaggio 2008 si sono svolti ad Atene (Grecia) dal 16 al 21 settembre 2008 allo Schinias Olympic Rowing and Canoeing Centre, impianto che aveva ospitato questo sport già alle Olimpiadi di Atene 2004.

## Medagliere
| Posizione | Paese       |    |    |    | Totale |
| --------- | ----------- | -- | -- | -- | ------ |
| 1         | Grecia      | 5  | 0  | 0  | 5      |
| 2         | Ucraina     | 2  | 0  | 3  | 5      |
| 3         | Francia     | 2  | 0  | 1  | 3      |
| 3         | Romania     | 2  | 0  | 1  | 3      |
| 5         | Italia      | 1  | 2  | 1  | 4      |
| 6         | Estonia     | 1  | 1  | 0  | 2      |
| 7         | Rep. Ceca   | 1  | 0  | 1  | 2      |
| 8         | Russia      | 0  | 3  | 0  | 3      |
| 9         | Polonia     | 0  | 2  | 1  | 3      |
| 10        | Serbia      | 0  | 2  | 0  | 2      |
| 11        | Germania    | 0  | 1  | 0  | 1      |
| 11        | Belgio      | 0  | 1  | 0  | 1      |
| 11        | Regno Unito | 0  | 1  | 0  | 1      |
| 11        | Slovacchia  | 0  | 1  | 0  | 1      |
| 15        | Bielorussia | 0  | 0  | 3  | 3      |
| 16        | Ungheria    | 0  | 0  | 2  | 2      |
| 17        | Svizzera    | 0  | 0  | 1  | 1      |
| TOTAL     | TOTAL       | 14 | 14 | 14 | 42     |